# Livoista
Livoista (macedónul: Ливоишта) település Észak-Macedóniában, a Délnyugati körzet Ohridi járásában.

## Népesség
| Lakosok száma | 231  | 258  | 299  | 282  | 256  | 244  | 196  | 178  | 124  |
|               | 1948 | 1953 | 1961 | 1971 | 1981 | 1991 | 1994 | 2002 | 2021 |

2002-ben 178 lakosa volt, akik mindannyian macedónok.